# Piràmide de cranis
Piràmide de cranis és una pintura a l'oli de c. 1901, realitzada per l'artista postimpressionista francès Paul Cézanne. Descriu quatre cranis humans col·locats en una configuració piramidal.
Pintats en una llum pàl·lida contra un fons fosc, la Piràmide de cranis és excepcional en l'obra de l'artista, puix "en cap altra pintura Cézanne col·loca els objectes tan a prop de l'espectador." Per a l'historiador d'art Françoise Cachin, "aquestes cares ossudes assalten l'espectador, mostrant una agressivitat molt en desacord amb la reserva habitual dels quadres de natura morta."
En treballar de forma aïllada en l'última dècada de la seva vida, Cézanne, amb freqüència, fa referència a la mortalitat en les seves cartes: "Per a mi, la vida ha començat a ser mortal monòtona"; "quant a mi, sóc vell, no tindré temps per a expressar-me" i "que bé podria estar mort." És possible que la mort de la seva mare el 25 d'octubre de 1897 —ella havia estat una influència protectora i de suport— va accelerar les seves meditacions sobre la mortalitat, un tema que va obsessionar l'artista des de finals de la dècada de 1870, però no va trobar forma pictòrica per uns altres vint anys. A la mateixa època la salut de Cézanne es va començar a deteriorar. La dramàtica resignació a la mort es pot veure en una sèrie de natures mortes de cranis que va realitzar entre 1898 i 1905. Aquestes obres, algunes pintades a l'oli i d'altres amb aquarel·la, són més subtils de significat però també visualment més marcades que l'enfocament tradicional del tema de la vanitas.

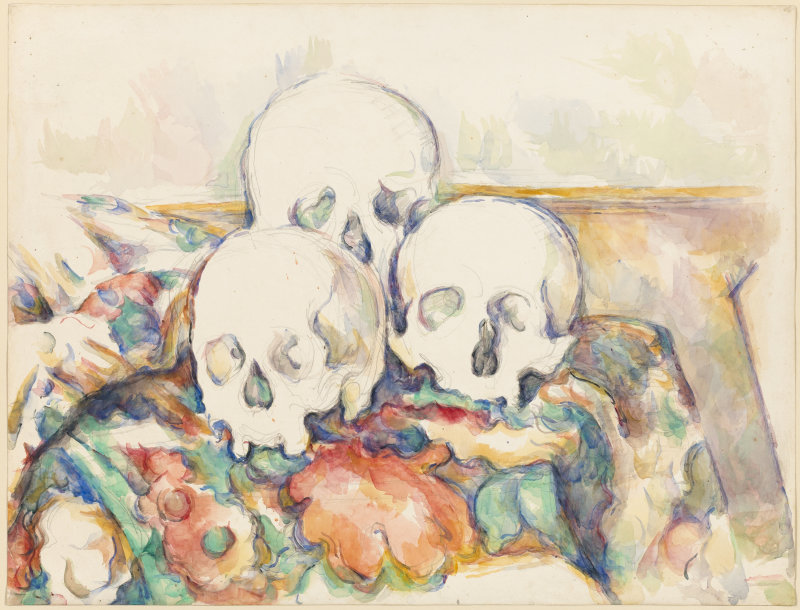
Tres cranis, 1902-1906, grafit i aquarel·la damunt paper. Institut d'Art de Chicago

L'interès de Cézanne en el tema pot haver tingut arrels en pensaments diferents de la contemplació de la mort. Podria haver estat atret per les formes volumètriques dels cranis, just quan anava cap als de fruites i gerros; suposadament, va exclamar "quin goig és pintar un crani!". També comparteixen similituds físiques amb els seus autoretrats: "els cranis confronten l'espectador directament cap a una manera que recorda els retrats de l'artista."
En tots dos conjunts d'obres, es va fer èmfasi en la massa del crani: en l'autoretrat, la meitat inferior del rostre és enfosquida per la barba, mentre que els cranis tenen mandíbules inferiors completes. En ambdues sèries, l'atenció se centra en les preses de pintura i els ulls rodons. No hi hauria hagut una raó més per al tema d'interès de Cézanne: els cranis eren usuals en les cases dels catòlics, i Cézanne va ser un devot catòlic coneixedor dels antics textos cristians. Els cranis humans també havien estat durant molt temps els accessoris comuns en estudis d'artistes. De fet, el contingut de l'estudi de Cézanne era conegut per incloure "tres cranis, (i) un Crist d'ivori en una creu de banús" a prop l'un de l'altre, a la lleixa de la xemeneia.
Joachim Gasquet, un amic de l'artista, més tard va recordar que "en els seus darrers matins va aclarir aquesta idea de mort en un munt de cranis en què afegeix un to blavós als forats dels ulls. Encara puc sentir-lo recitar per a mi, una tarda al llarg del riu Arc, la quarteta de Verlaine: 
"Perquè en aquest món letàrgic
perpètuament pres pel vell remordiment
l'únic riure que encara té sentit
és el dels caps de la mort".
La Piràmide de cranis va ser pintada a l'estudi de Cézanne d'Ais de Provença, on va treballar abans de traslladar-se a Les Lauves el setembre de 1902. Un visitant al seu l'estudi, el juliol de 1902, va escriure: "En el seu dormitori, en una taula estreta al mig, vaig veure tres cranis humans que feien front un a l'altre, tres bonics ivoris llustrats. Va parlar d'un estudi molt ben pintat que era en algun lloc en l'àtic. El vaig voler veure, però Cézanne no podia trobar la clau de l'entresolat, i va culpar la seva mossa de la pèrdua".
Un estudi d'aquarel·la, Tres cranis, a l'Institut d'Art de Chicago, és similar en composició, encara que relativament més agraciat en el maneig. Els estudis de crani servirien d'inspiració a artistes del segle XX com Pablo Picasso i Andy Warhol. Avui els cranis estan en l'estudi exterior de Cézanne d'Ais de Provença.

## Pintures de crani

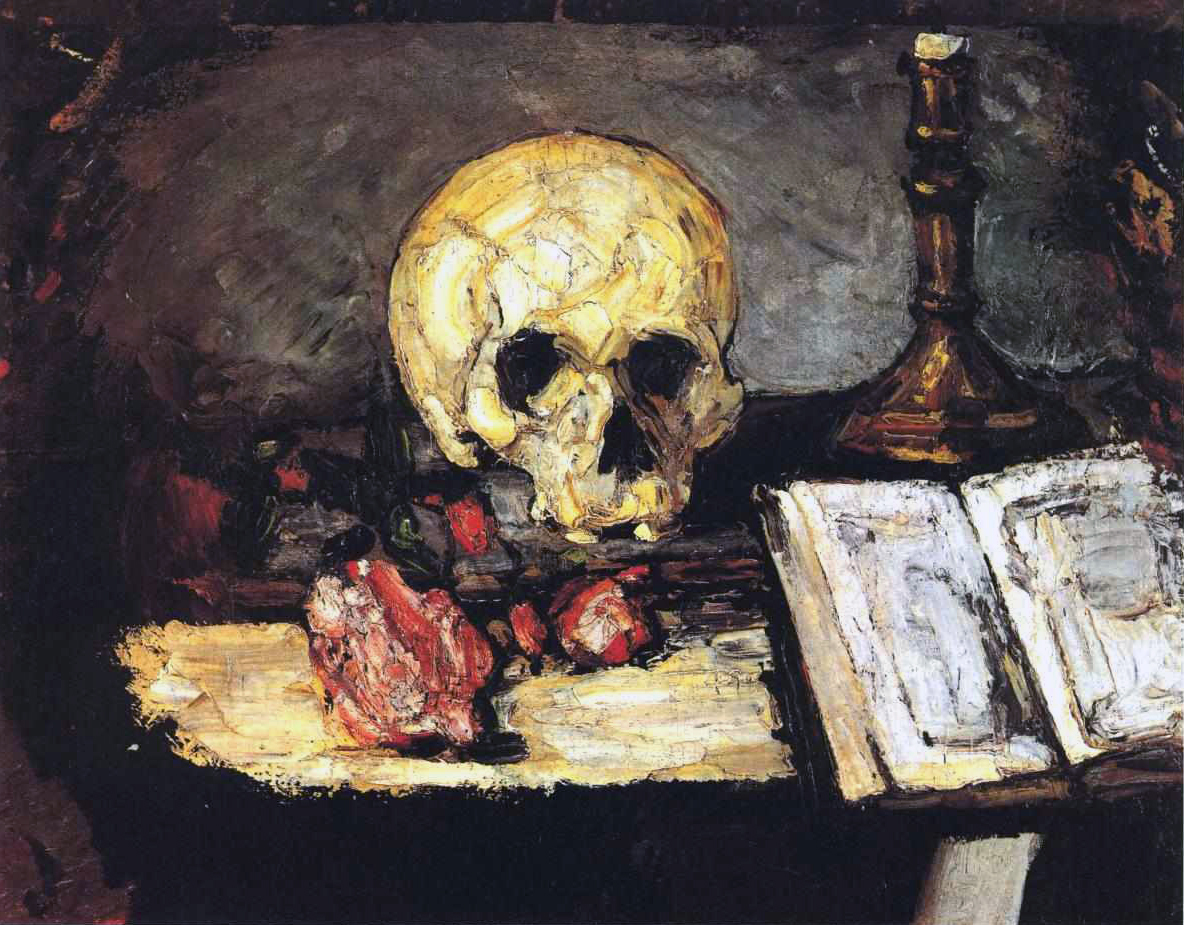
Natura morta amb crani, espelma i llibre, 1865-1867, Kunsthaus Zürich. Una pintura més primerenca, més compatible amb el tema tradicional de "vanitas"
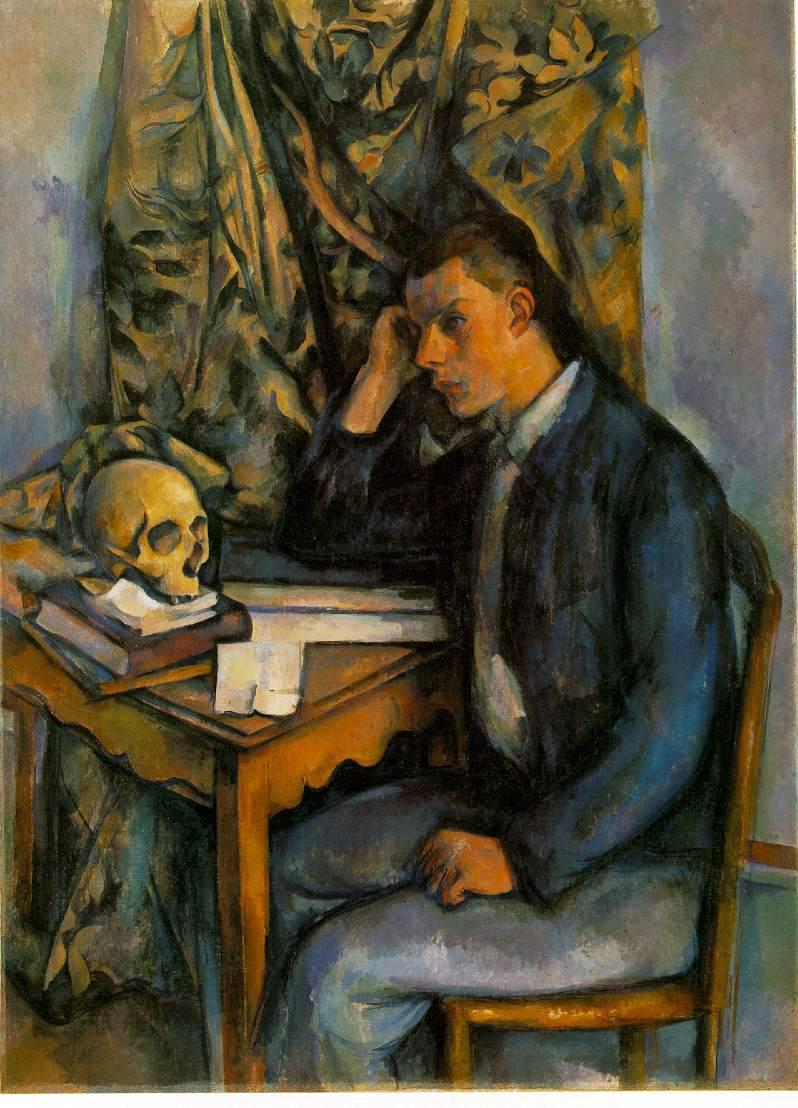
Home jove amb un crani, 1896-1898
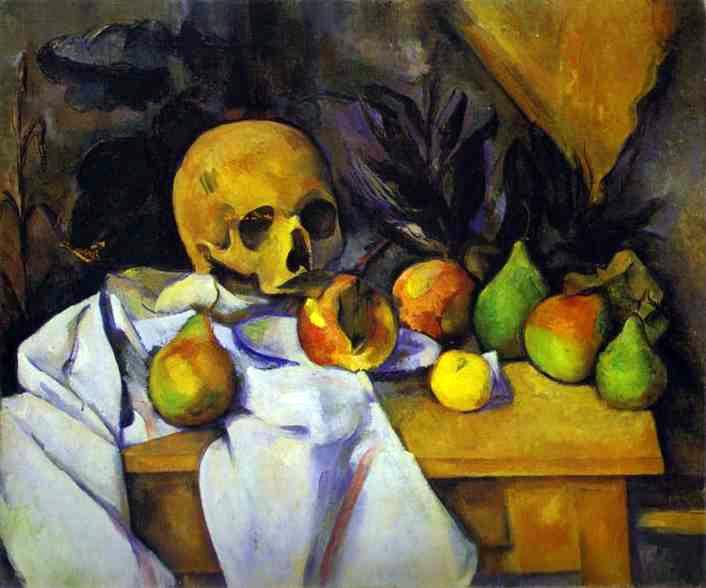
Natura morta amb un crani, 1895-1900, Fundació Barnes
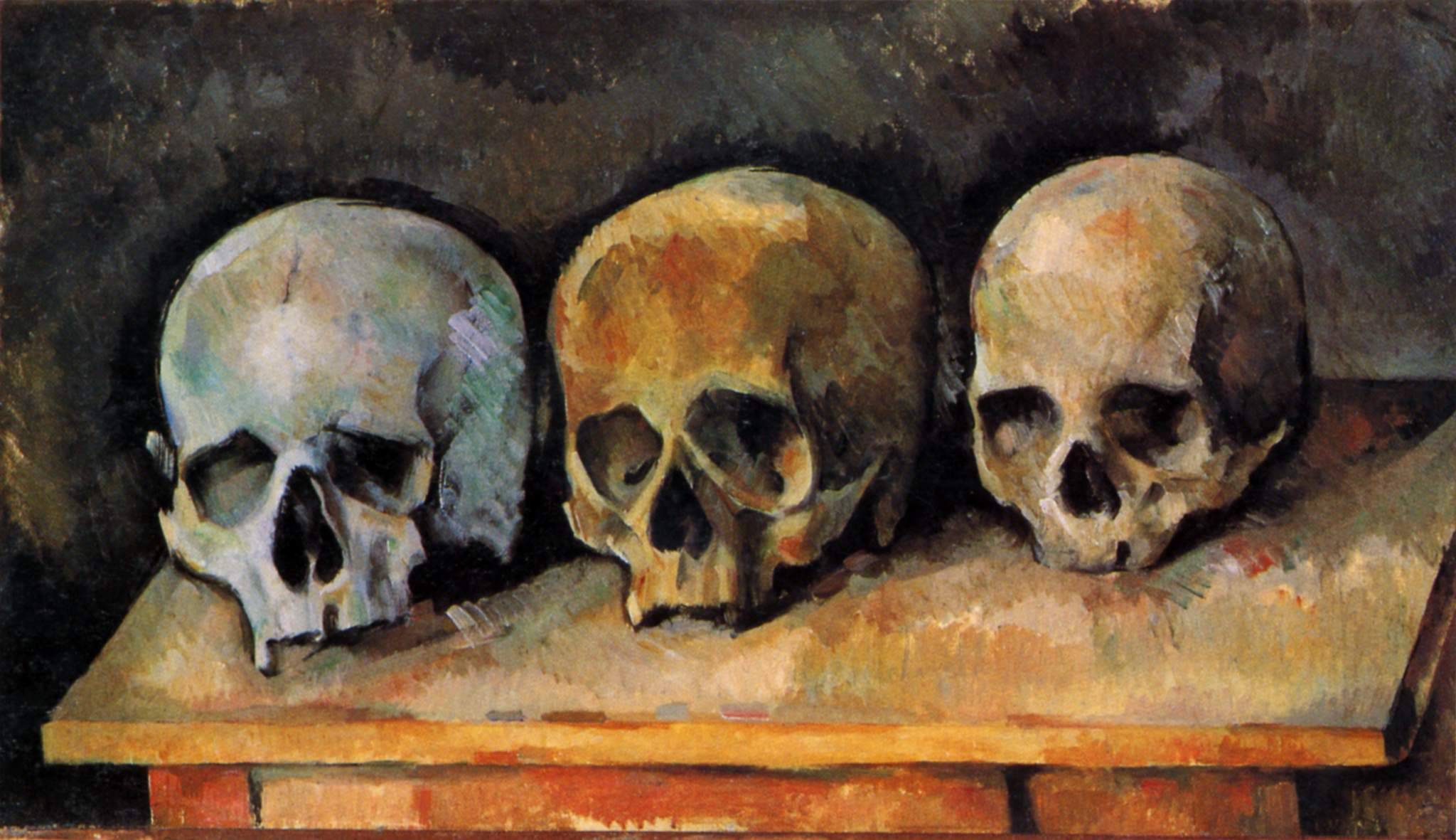
Natura morta, tres cranis, c. 1900, Institut d'Arts de Detroit
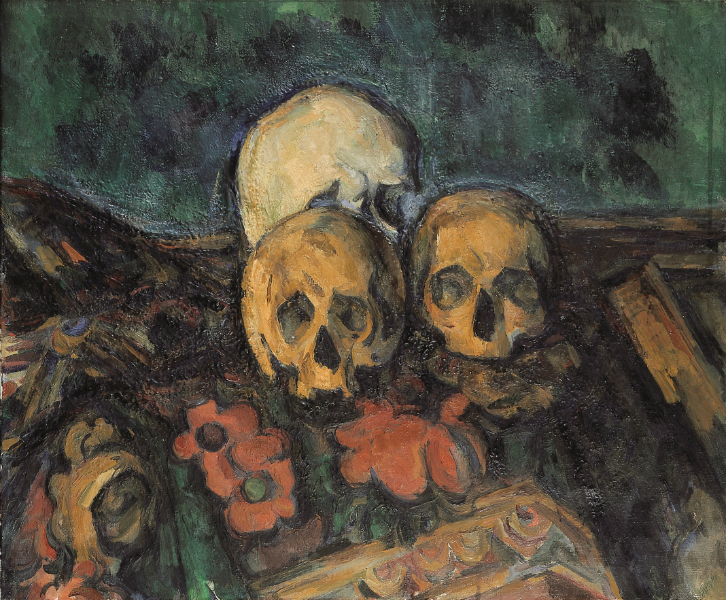
Tres cranis en una catifa, c. 1904, col·lecció privada